# Open 24 Hours
Open 24 Hours ist ein US-amerikanischer Horrorfilm von Padraig Reynolds aus dem Jahr 2018.

## Handlung
Mary ist gerade aus dem Gefängnis entlassen worden. Sie hatte ihren Exfreund, den Serienmörder James Lincolnfields, bekannt als „Rain Ripper“, angezündet. Außerdem wurde ihr zur Last gelegt, das sie von den Taten ihres Freundes wusste und nicht eingeschritten war. Deshalb erhielt sie von der Presse den Spitznamen „The Watcher“. James benutzte das Lied Raindrops von Dee Clark als Ankündigung seiner Taten und spielte ihr dies immer über das Telefon vor. Seitdem leidet sie unter Paranoia und sieht Dinge, die nicht da sind. Auch hört sie das Lied häufig im Radio oder am Telefon.
Sie ist nun auf Bewährung entlassen worden und hat einen Job an einer 24-Stunden-Tankstelle angenommen. An ihrem ersten Tag soll sie die ruhige 22-bis-6 Uhr-Schicht übernehmen. Ihr Kollege Bobby zeigt ihr alles und verlässt anschließend die Nachtschicht, um später wiederzukommen und nach dem Rechten zu sehen. Während der nun folgenden Schicht häufen sich merkwürdige Ereignisse, die sie zunächst auf ihre Paranoia schiebt. So erkundigt sich eine Frau immer und immer wieder nach den Öffnungszeiten der 24-Stunden-Tankstelle. Auch sieht sie häufig ihren Exfreund.
Schließlich stellt sich heraus, dass James wirklich aus dem Gefängnis entkommen ist und nun weitermordet. Auch die Frauenstimme am Telefon entpuppt sich als real, handelt es sich doch um eine Mutter eines der Opfer, die sich an ihr rächen will. Als diese Mary überwältigt und gerade erstechen will, erschießt Tom, ihr Bewährungshelfer, die Frau. Kurz darauf wird er jedoch von James niedergeschlagen. Auch Mary verliert das Bewusstsein und wacht gefesselt an einem Stuhl auf. Im Raum befinden sich auch noch Debbie, ihre beste Freundin, Tom und Bobby. James tötet zunächst Tom und dann Debbie. Danach wird er aber durch einen Trucker gestört, der vorher schon Mary anbaggerte und seine Kreditkarte absichtlich liegen gelassen hatte.
Mary kann sich befreien. Sie findet eine Schrotflinte und mit dieser erschießt sie versehentlich den Trucker, der als erstes den Raum betritt. Bobby und Mary versuchen zu fliehen, doch James überwältigt Bobby und tötet ihn. Schließlich gelingt es Mary James mit einem alten Hirschgeweih, einer Jagdtrophäe, aufzuspießen und er scheint zu sterben, nachdem er Mary noch einmal seine Liebe gesteht. Mary wird jedoch ohnmächtig und als sie wieder aufwacht ist er verschwunden.
Mary nimmt einen Job als Frisörin an. Bei einer Pause hört sie ein Geräusch draußen.

## Hintergrund
Bei Open 24 Hours handelt sich um einen Low-Budget-Film. Der Film wurde in einem Studio in Serbien gedreht.
Der Film hatte seine Premiere am 27. August 2018 auf dem FrightFest in London. Am 22. September 2018 folgte die US-Premiere auf dem Fantastic Fest. In Deutschland erschien der Film am 25. September 2020 als DVD- und BluRay-Premiere.

## Rezeption
Das Lexikon des internationalen Films schrieb: „Ein Slasherfilm, der zunächst damit, dass er im Vagen lässt, ob die Gefahr real ist oder sich nur in der Vorstellung der traumatisierten Heldin abspielt, noch leidlich atmosphärisch Schrecken erzeugt, sich dann aber in zunehmend abstrusen Plotwendungen totläuft.“ Die Filmzeitschrift Cinema zog das Fazit: „Solider Nervenkitzler, aber nichts Besonderes.“
Auf Filmchecker wurde der Film wesentlich positiver besprochen: „Ein wendungsreicher und kompromissloser Horror-Schocker, der von seiner Heldin ziemlich viel abverlangt. Mit den Filmen aus der Werkstatt von Padraig Reynolds macht man nichts falsch. Das sind kleine Horrorfilme, die man sich an einem Sonntagabend anschauen kann, ohne zu sehr enttäuscht zu werden. […] Wie des Pudels Kern ergründet wird, ist ohne Zweifel spannend. Da verzeiht man Regisseur  Padraig Reynolds gern, dass der es im Finale mit Wendungen übertreibt und einige Logiklücken übersehen hat.“